# Inquisit
Als Inquisiten wurden in der Schweiz Untersuchungsgefangene bezeichnet. Dies waren Inhaftierte, die noch nicht rechtskräftig verurteilt worden sind. Der Begriff ist in vielen amtlichen Berichten in der Schweiz im 19. Jahrhundert teilweise als Synonym (in abwechselnder Benutzung) für „Untersuchungshäftling“ anzutreffen. „Inquisit“ ist nicht zu verwechseln mit dem Begriff „Polizeisträfling“: Darunter wurden Häftlinge verstanden, die eine nur kurze, einige Tage dauernde Strafe z. B. wegen Bettelns und anderer Belästigungen abzusitzen hatten. Polizeisträflinge konnten aufgrund der kantonalen Polizeigesetze ohne richterliche Verfügung festgehalten werden.
Siehe auch: Inkulpat